# Vindex (römisches Recht)
Der Vindex (aus lat.: vim dicere, „Gewalt betätigen“; Bedeutung: „Beschützer“, „Befreier“ gegen das Unrecht; „Bürge“) war, herrührend aus dem altzivilen römischen Recht, eine Art Prozessbürge, Gestellungsintervenient beziehungsweise Verhandlungsführer. Die Natur des Begriffs ist disparat. Trotz dürftiger Quellenlage zum Begriff in der Frühzeit können verschiedene Aspekte der von ihm ausgeübten Funktionen zusammengetragen werden.
Erstmals findet die Rechtsfigur Erwähnung in den decemviralen XII Tafeln, einen größeren Anteil an Informationen weisen die späteren Ausführungen in den prätorischen Edikten der vorklassischen Zeit auf. Festhalten lässt sich eine für alle Funktionen des vindex geltende Gemeinsamkeit: für jedweden Haftungseintritt war es grundsätzlich Voraussetzung, dass er über hinreichendes Vermögen verfügte.

## Funktionen
Der vindex bekleidete vor dem Prätor (in iure) die Funktion, die der eines Gewährträgers ähnelte. Regelmäßig war er vom Beklagten (vocatus) zu stellen, wenn sich dieser aufgrund eigener Versäumnisse oder Untätigkeit vollstreckungsrechtlich behandeln lassen musste, also im Wege der personalprozessualen vindicatio personae durch Handanlegung (manus iniectio) ergriffen wurde. Aufgrund der Vollstreckungsmaßnahme verlor der Beklagte seine persönliche Prozessführungsbefugnis, durfte sich weder der Vollstreckung widersetzen noch in der Sache verteidigen. Er war ab jetzt darauf angewiesen, dass ein wohlwollender Dritter als vindex in den Rechtsstreit einsprang, der – im Rahmen der Vorgaben zum sakralen Ritus – die vom Kläger angelegte Hand wegschlug (manum depellere), um den Prozess gleichsam standschaftlich gegen den Kläger weiterzuführen. Der Abwehrakt symbolisierte die Beteuerung einer unrechtmäßigen Zugriffsausübung, deren Richtigkeit es richterlich festzustellen galt. Obsiegte der vindex, war der Beklagte frei. Verlor der vindex den Prozess, verdoppelte sich die Streitsumme für den Beklagten und wurde er für weitere Vollstreckungszwecke addiziert. Im schlechtesten Fall konnte er nunmehr als Sklave ins Ausland verkauft oder gar getötet werden. Beim vindex wiederum realisierte sich dann die sogenannte Gestellungshaftung, die sich am positiven Interesse (quanti ea res erit) des Klägers ausrichtete. Der Kläger konnte sein Interesse gegenüber dem Gestellungsintervenienten mittels der actio in factum verfolgen.
Neben der Rolle des vindex als Gestellungsintervenient im Ladungsverfahren nahm er auch die Rolle des Befreiers von einer legis actio per manus iniectionem gegen einen bereits verurteilten Schuldner (iudicatus) ein, sinngemäß die Rolle eines Bürgen. Dem verurteilten Schuldner gleichgestellt war der geständige Schuldner (confessus), weshalb der vindex auch hier zum Tragen kam. In diesen Fällen wirkte er als wirkliche Ersatzperson für den Schuldner, trat an dessen Stelle. Die frühe Quellenlage des archaischen Rechts ist unergiebig, weshalb Schlüsse vorsichtig lediglich aus späteren Quellen gezogen werden können; Autoritäten wie Otto Lenel, Max Kaser oder Giovanni Pugliese vermuten, dass der Haftungseintritt dem Umstand diente, dem vindex die Bürde aufzuerlegen, den vocatus zu einem späteren Zeitpunkt wieder zur Vollstreckung vor Gericht zu bringen.
Als vindex libertatis führte er Freiheitsprozesse, die der Unfreie zur Erlangung seiner Selbständigkeit aus der häuslichen Gewalt selbst nicht führen konnte. Dazu erhielt der vindex magistratisch angeordnetes Zugriffsrecht auf den Unfreien (addictio). Das bedeutete allerdings nicht die Auslieferung in seine Gewalt, sondern diente der Ausübung bloßer Aufsicht und Beobachtung.